# Liste von Terroranschlägen in den Vereinigten Staaten
Die Liste von Terroranschlägen in den Vereinigten Staaten beinhaltet eine unvollständige Übersicht über in den Vereinigten Staaten verübte Terroranschläge.

## Erläuterung
In der Spalte Politische Ausrichtung ist die politische bzw. weltanschauliche Einordnung der Täter angegeben: faschistisch, rassistisch, nationalistisch, nationalsozialistisch, sozialistisch, kommunistisch, antiimperialistisch, islamistisch (schiitisch, sunnitisch, deobandisch, salafistisch, wahhabitisch), hinduistisch, homophob. Bei vorrangig auf staatliche Unabhängigkeit oder Autonomie zielender Ausrichtung ist autonomistisch vorangestellt, gefolgt von der Region oder der Volksgruppe und ggf. weiteren Merkmalen der Täter: armenisch, irisch (katholisch), kurdisch, tirolisch, tschetschenisch, dagestanisch, punjabisch (sikhistisch), palästinensisch.
Die Opferzahlen der Anschläge werden farbig dargestellt:

Die Zahl bei den Anschlägen getöteter/verletzter Täter ist in Klammern ( ) gesetzt.

## 1970
| Datum / Beginn | Bundesstaat | Anschlag               | Täter                          | Politische Ausrichtung | Mittel      | Ziel                     | Tote | Verletzte | Hintergrund |
| -------------- | ----------- | ---------------------- | ------------------------------ | ---------------------- | ----------- | ------------------------ | ---- | --------- | ----------- |
| 13. Juni 1970  | Iowa        | Anschlag in Des Moines | vermutlich Black Panther Party |                        | Sprengstoff | Des Moines-Handelskammer | 0    | 20        |             |

## 1971
| Datum / Beginn | Bundesstaat | Anschlag           | Täter             | Politische Ausrichtung | Mittel        | Ziel                              | Tote | Verletzte | Hintergrund |
| -------------- | ----------- | ------------------ | ----------------- | ---------------------- | ------------- | --------------------------------- | ---- | --------- | ----------- |
| 17. Nov. 1971  | Oklahoma    | Anschlag in Norman | Weiße Extremisten |                        | Brandstiftung | Campus der University of Oklahoma | 0    | 27        |             |

## 1973
| Datum / Beginn  | Bundesstaat | Anschlag                | Täter                  | Politische Ausrichtung                 | Mittel      | Ziel  | Tote   | Verletzte | Hintergrund |
| --------------- | ----------- | ----------------------- | ---------------------- | -------------------------------------- | ----------- | ----- | ------ | --------- | ----------- |
| 07. Januar 1973 | Louisiana   | Anschlag in New Orleans | Republic of New Africa | sozialistisch, schwarz-nationalistisch | Schusswaffe | Hotel | 7 (+1) | 20        |             |

## 1974
| Datum / Beginn | Bundesstaat | Anschlag                | Täter              | Politische Ausrichtung | Mittel      | Ziel                              | Tote | Verletzte | Hintergrund |
| -------------- | ----------- | ----------------------- | ------------------ | ---------------------- | ----------- | --------------------------------- | ---- | --------- | ----------- |
| 6. Aug. 1974   | Kalifornien | Anschlag in Los Angeles | Muharem Kurbegovic | regierungsfeindlich    | Sprengstoff | Los Angeles International Airport | 3    | 36        |             |

## 1975
| Datum / Beginn | Bundesstaat | Anschlag                  | Täter                                  | Politische Ausrichtung | Mittel      | Ziel              | Tote | Verletzte | Hintergrund |
| -------------- | ----------- | ------------------------- | -------------------------------------- | ---------------------- | ----------- | ----------------- | ---- | --------- | ----------- |
| 24. Jan. 1975  | New York    | Anschlag in New York City | Fuerzas Armadas de Liberacion Nacional | kommunistisch          | Sprengstoff | Lokal             | 4    | 53        |             |
| 29. Dez. 1975  | New York    | Anschlag in New York City | Kroatische Nationalisten               | nationalistisch        | Sprengstoff | LaGuardia Airport | 11   | 74        |             |

## 1976
| Datum / Beginn | Bundesstaat   | Anschlag           | Täter                | Politische Ausrichtung | Mittel      | Ziel            | Tote | Verletzte | Hintergrund |
| -------------- | ------------- | ------------------ | -------------------- | ---------------------- | ----------- | --------------- | ---- | --------- | ----------- |
| 22. Apr. 1976  | Massachusetts | Anschlag in Boston | United Freedom Front | marxistisch            | Sprengstoff | Gerichtsgebäude | 0    | 22        |             |

## 1978
| Datum / Beginn | Bundesstaat | Anschlag                                     | Täter         | Politische Ausrichtung | Mittel     | Ziel                                           | Tote | Verletzte | Hintergrund |
| -------------- | ----------- | -------------------------------------------- | ------------- | ---------------------- | ---------- | ---------------------------------------------- | ---- | --------- | ----------- |
| 25. Mai 1978   | Illinois    | Northwestern University, Evanston (Illinois) | Ted Kaczynski | systemfeindlich        | Paketbombe | Opfer: Terry Marker, University Police Officer | 0    | 1         |             |

## 1979
| Datum / Beginn | Bundesstaat | Anschlag                                                                                  | Täter         | Politische Ausrichtung | Mittel     | Ziel                        | Tote | Verletzte | Hintergrund |
| -------------- | ----------- | ----------------------------------------------------------------------------------------- | ------------- | ---------------------- | ---------- | --------------------------- | ---- | --------- | ----------- |
| 9. Mai 1979    | Illinois    | Northwestern University, Evanston (Illinois)                                              | Ted Kaczynski | systemfeindlich        | Paketbombe | Opfer: John Harris, Student | 0    | 1         |             |
| 15. Nov. 1979  | Illinois    | American Airlines, Flug 444 von Chicago nach Washington (DC), Explosion während des Flugs | Ted Kaczynski | systemfeindlich        | Bombe      | Zwölf Passagiere            | 0    | 12        |             |

## 1983
| Datum / Beginn | Bundesstaat      | Anschlag                                       | Täter                                         | Politische Ausrichtung | Mittel     | Ziel                  | Tote | Verletzte | Hintergrund                                                       |
| -------------- | ---------------- | ---------------------------------------------- | --------------------------------------------- | ---------------------- | ---------- | --------------------- | ---- | --------- | ----------------------------------------------------------------- |
| 7. Nov. 1983   | Washington, D.C. | Anschlag auf den Senat der Vereinigten Staaten | Armed Resistance Unit des Weather Underground | linksextremistisch     | Sprengsatz | US-Politiker im Senat | 0    | 0         | auf Grund der US-Militärinterventionen im Libanon und auf Grenada |

## 1984
| Datum / Beginn | Bundesstaat | Anschlag                   | Täter            | Politische Ausrichtung               | Mittel       | Ziel         | Tote | Verletzte | Hintergrund |
| -------------- | ----------- | -------------------------- | ---------------- | ------------------------------------ | ------------ | ------------ | ---- | --------- | ----------- |
| 18. Juni 1984  | Colorado    | Mordanschlag auf Alan Berg | The Order        | White Supremacy / Christian Identity | Schusswaffen | Alan Berg    | 1    | 0         |             |
| 29. Aug. 1984  | Oregon      | Anschlag in The Dalles     | Bhagwan-Bewegung | religiös                             | Salmonellen  | 10 Salatbars | 0    | 751       |             |
| 9. Sep. 1984   | Oregon      | Anschlag in The Dalles     | Bhagwan-Bewegung | religiös                             | Salmonellen  | Restaurants  | 0    | 25        |             |

## 1986
| Datum / Beginn | Bundesstaat | Anschlag                  | Täter                 | Politische Ausrichtung | Mittel    | Ziel      | Tote | Verletzte | Hintergrund |
| -------------- | ----------- | ------------------------- | --------------------- | ---------------------- | --------- | --------- | ---- | --------- | ----------- |
| 2. Sep. 1986   | New York    | Anschlag in New York City | Jewish Defense League | rechtsextremistisch    | Tränengas | Opernhaus | 0    | 32        |             |

## 1990
| Datum / Beginn   | Bundesstaat | Anschlag    | Täter            | Politische Ausrichtung                       | Mittel  | Ziel        | Tote | Verletzte | Hintergrund |
| ---------------- | ----------- | ----------- | ---------------- | -------------------------------------------- | ------- | ----------- | ---- | --------- | ----------- |
| 5. November 1990 | New York    | Meir Kahane | El Sayyid Nosair | islamistisch, antizionistisch, antisemitisch | Pistole | Meir Kahane | 1    | 0         |             |

## 1993
| Datum / Beginn  | Bundesstaat | Anschlag                                                                | Täter | Politische Ausrichtung | Mittel      | Ziel                           | Tote | Verletzte | Hintergrund |
| --------------- | ----------- | ----------------------------------------------------------------------- | --- | ---------------------- | ----------- | ------------------------------ | ---- | --------- | ----------- |
| 25. Januar 1993 | Virginia    | Terroranschlag auf den Dienstsitz der CIA am 25. Januar 1993 in Langley | Mir Aimal Kansi                                                                                              | islamistisch           | Sturmgewehr | CIA                            | 2    | 3         |             |
| 26. Feb. 1993   | New York    | Anschlag in New York City                                               | Jamaat ul-Fuqra, al-Dschamāʿa al-islāmiyya, Hamas, Islamischer Dschihad in Palästina, National Islamic Front | islamistisch           | Autobombe   | Tiefgarage, World Trade Center | 6    | 1042      |             |

## 1995
| Datum / Beginn | Bundesstaat | Anschlag                  | Täter                          | Politische Ausrichtung                   | Mittel    | Ziel                 | Tote | Verletzte | Hintergrund |
| -------------- | ----------- | ------------------------- | ------------------------------ | ---------------------------------------- | --------- | -------------------- | ---- | --------- | ----------- |
| 19. Apr. 1995  | Oklahoma    | Anschlag in Oklahoma City | Timothy McVeigh, Terry Nichols | rechtsextremistisch, regierungsfeindlich | Autobombe | Regierungsgebäude    | 168  | 680+      |             |
| 9. Okt. 1995   | Arizona     | Anschlag in Arizona       | Sons of the Gestapo            |                                          | Sabotage  | Gleise, Passagierzug | 1    | 78        |             |

## 1996
| Datum / Beginn | Bundesstaat | Anschlag            | Täter                                    | Politische Ausrichtung                          | Mittel                      | Ziel                                                     | Tote   | Verletzte | Hintergrund |
| -------------- | ----------- | ------------------- | ---------------------------------------- | ----------------------------------------------- | --------------------------- | -------------------------------------------------------- | ------ | --------- | ----------- |
| 12. April 1996 | Mississippi | Jackson             | Larry Wayne Shoemake (White Supremacist) | rechtsextremistisch, neonazistisch, rassistisch | Schusswaffen, Brandstiftung | Einkaufszentrum in schwarzer Nachbarschaft               | 1 (+1) | 10        |             |
| 27. Juli 1996  | Georgia     | Anschlag in Atlanta | Eric Rudolph (Army of God)               | christlich-fundamentalistisch                   | Sprengsatz                  | Centennial Olympic Stadium, Olympische Sommerspiele 1996 | 2      | 111       |             |

## 2001
| Datum / Beginn | Bundesstaat | Anschlag                              | Täter              | Politische Ausrichtung | Mittel          | Ziel                           | Tote       | Verletzte | Hintergrund |
| -------------- | ----------- | ------------------------------------- | ------------------ | ---------------------- | --------------- | ------------------------------ | ---------- | --------- | ----------- |
| 11. Sep. 2001  | New York    | Terroranschläge am 11. September 2001 | al-Qaida           | islamistisch           | Flugzeuge       | Gebäude                        | 2977 (+19) | 6000+     |             |
| Sep./Okt. 2001 | mehrere     | Acht Anthrax-Anschläge                | mutmaßlicher Täter |                        | Milzbrandsporen | Presse und Regierungsvertreter | 5          | 17+       |             |

## 2002
| Datum / Beginn | Bundesstaat(en)  | Anschlag                | Täter                                   | Politische Ausrichtung | Mittel                  | Ziel                              | Tote   | Verletzte | Hintergrund |
| -------------- | ---------------- | ----------------------- | --------------------------------------- | ---------------------- | ----------------------- | --------------------------------- | ------ | --------- | ----------- |
| 5. Jan. 2002   | Florida          | Anschlag in Tampa       | Charles Bishop (vermutlich Islamist)    | islamistisch           | Flugzeug                | Gebäude                           | 1      | 0         |             |
| 4. Juli 2002   | Kalifornien      | Anschlag in Los Angeles | Hesham Mohamed Hadayet (Gamaa Islamija) | islamistisch           | Schuss- und Stichwaffen | Los Angeles International Airport | 2 (+1) | 4         |             |
| 3. Mai 2002    | Mittlerer Westen | Anschlagsserie          | Luke Helder                             | regierungsfeindlich    | 18 Rohrbomben           | Briefkästen, Zivilisten           | 0      | 6         |             |

## 2006
| Datum / Beginn | Bundesstaat | Anschlag            | Täter            | Politische Ausrichtung | Mittel               | Ziel                                         | Tote | Verletzte | Hintergrund |
| -------------- | ----------- | ------------------- | ---------------- | ---------------------- | -------------------- | -------------------------------------------- | ---- | --------- | ----------- |
| 28. Juli 2006  | Washington  | Anschlag in Seattle | Naveed Afzal Haq | antisemitisch          | Schusswaffen, Messer | Jewish-Federation-of-Greater-Seattle-Gebäude | 1    | 6         |             |

## 2008
| Datum / Beginn | Bundesstaat   | Anschlag                | Täter                                                                                                  | Politische Ausrichtung                               | Mittel             | Ziel                                        | Tote | Verletzte | Hintergrund |
| -------------- | ------------- | ----------------------- | --- | ---------------------------------------------------- | ------------------ | ------------------------------------------- | ---- | --------- | ----------- |
| 25. Juli 2008  | Kalifornien   | Anschlag in La Jolla    | Neonazis                                                                                               | neonazistisch                                        | Messer             | Irischer Tourist                            | 0    | 1         |             |
| 27. Juli 2008  | Tennessee     | Anschlag in Knoxville   | Jim David Adkisson                                                                                     | antiliberal, antidemokratisch, rassistisch, homophob | Schrotflinte       | Kirche                                      | 2    | 7         |             |
| 2. Aug. 2008   | Kalifornien   | Anschlag in Santa Cruz  | Animal Liberation Front                                                                                | ökoterroristisch                                     | Brandsätze         | Privathaus und Labor von Molekular-Biologen | 0    | 2         |             |
| 5. Nov. 2008   | Massachusetts | Anschlag in Springfield | Benjamin Haskell, Michael F. Jacques Jr., Thomas Gleason Jr.                                           | terroristisches Motiv zweifelhaft                    | Brandstiftung      | Kirche                                      | 0    | 2         |             |
| 14. Nov. 2008  | Kalifornien   | Anschlag in Hemet       | Justin Tyme Hayes, Derek Shane O’Brien, Darrin Peter Thibault, Crystal Lee McCann (White Supremacists) | terroristisches Motiv zweifelhaft                    | körperliche Gewalt | Hispano-Amerikanerin                        | 0    | 1         |             |

## 2009
| Datum / Beginn | Bundesstaat | Anschlag                    | Täter             | Politische Ausrichtung | Mittel       | Ziel     | Tote | Verletzte | Hintergrund |
| -------------- | ----------- | --------------------------- | ----------------- | ---------------------- | ------------ | -------- | ---- | --------- | ----------- |
| 5. Nov. 2009   | Texas       | Anschlag in Killeen         | Nidal Malik Hasan | islamistisch           | Schusswaffen | Soldaten | 13   | 31 (+1)   |             |
| 25. Dez. 2009  | Michigan    | Northwest-Airlines-Flug 253 | al-Qaida          | islamistisch           | Sprengsatz   | Flugzeug | 0    | 3         |             |

## 2010
| Datum / Beginn | Bundesstaat | Anschlag                            | Täter         | Politische Ausrichtung | Mittel    | Ziel         | Tote | Verletzte | Hintergrund |
| -------------- | ----------- | ----------------------------------- | ------------- | ---------------------- | --------- | ------------ | ---- | --------- | ----------- |
| 1. Mai 2010    | New York    | Versuchter Anschlag am Times Square | Faisal Shazad | islamistisch           | Autobombe | Times Square | 0    | 0         |             |

## 2013
| Datum / Beginn | Bundesstaat   | Anschlag                | Täter                                 | Politische Ausrichtung | Mittel         | Ziel                                          | Tote | Verletzte | Hintergrund |
| -------------- | ------------- | ----------------------- | ------------------------------------- | ---------------------- | -------------- | --------------------------------------------- | ---- | --------- | ----------- |
| 7. Feb. 2013   | Kalifornien   | Anschlag in Corona      | Christopher Dorner                    |                        | Gewehr         | Polizisten                                    | 1    | 1         |             |
| 15. Apr. 2013  | Massachusetts | Anschlag in Boston      | Dschochar Zarnajew, Tamerlan Zarnajew | islamistisch           | 2 Sprengsätze  | Sportveranstaltung                            | 5    | 264       |             |
| 17. Apr. 2013  | Texas         | Anschlag in West        |                                       |                        | Brandstiftung  | Düngemittellager                              | 15   | 200       |             |
| 18. Apr. 2013  | Massachusetts | Anschlag in Cambridge   | Dschochar Zarnajew, Tamerlan Zarnajew | islamistisch           | Schusswaffe(n) | Sicherheitsmann                               | 1    | 0         |             |
| 1. Nov. 2013   | Kalifornien   | Anschlag in Los Angeles | Paul Anthony Ciancia                  | regierungsfeindlich    | Schusswaffen   | Los Angeles International Airport, TSA-Beamte | 1    | 3 (+1)    |             |

## 2014
| Datum / Beginn | Bundesstaat    | Anschlag                  | Täter                                        | Politische Ausrichtung             | Mittel                                          | Ziel                                                  | Tote   | Verletzte | Hintergrund |
| -------------- | -------------- | ------------------------- | -------------------------------------------- | ---------------------------------- | ----------------------------------------------- | ----------------------------------------------------- | ------ | --------- | ----------- |
| 13. Apr. 2014  | Kansas         | Anschlag in Overland Park | Frazier Glenn Miller Jr. (White Supremacist) | rechtsextremistisch, antisemitisch | Schrotflinte, Handfeuerwaffe                    | Jüdisches Altersheim, Jüdisches Gemeindezentrum       | 3      | 0         |             |
| 27. Apr. 2014  | Washington     | Anschlag in Seattle       | Ali Muhammad Brown                           | islamistisch                       | Schusswaffe                                     | Zivilist                                              | 1      | 0         |             |
| 23. Mai 2014   | Kalifornien    | Anschlag in Isla Vista    | Elliot Rodger                                | frauenfeindlich                    | Messer, Pistolen, Fahrzeug                      | Zivilisten                                            | 6 (+1) | 13        |             |
| 1. Juni 2014   | Washington     | Anschlag in Seattle       | Ali Muhammad Brown                           | islamistisch                       | Schusswaffe                                     | Zivilisten                                            | 2      | 0         |             |
| 6. Juni 2014   | Georgia        | Anschlag in Cumming       | Dennis Marx (Sovereign Citizen Movement)     |                                    | Sturmgewehr, Pistolen, Sprengsätze, Rauchbomben | Gericht                                               | 0 (+1) | 1         |             |
| 8. Juni 2014   | Nevada         | Anschlag in Las Vegas     | Jerad Miller, Amanda Miller                  | regierungsfeindlich                | Schusswaffen                                    | Polizisten in Restaurant, Walmart-Filiale             | 3 (+2) | 0         |             |
| 25. Juni 2014  | New Jersey     | Anschlag in West Orange   | Ali Muhammad Brown                           | islamistisch                       | Schusswaffe                                     | Student                                               | 1      | 0         |             |
| 12. Sep. 2014  | Pennsylvania   | Anschlag in Pennsylvania  | Eric Frein                                   | regierungsfeindlich                | Sturmgewehr                                     | Polizeikaserne, Polizisten                            | 1      | 1         |             |
| 3. Okt. 2014   | New York       | Anschlag in New York City |                                              |                                    | Farbstoff, Pfefferspray                         | Kunstgalerie, Journalist                              | 0      | 1         |             |
| 23. Okt. 2014  | New York       | Anschlag in New York City | Zale Thompson                                | islamistisch                       | Beil                                            | Polizeistreife                                        | 0 (+1) | 3         |             |
| 28. Nov. 2014  | Texas          | Anschlag in Austin        | Larry McQuilliams                            | xenophob, regierungsfeindlich      | Automatische Schusswaffen                       | Polizeihauptquartier, Mexikanisches Konsulat, Gericht | 0 (+1) | 0         |             |
| 18. Dez. 2014  | North Carolina | Anschlag in Morganton     | Justin Nojan Sullivan                        | islamistisch                       | Gewehr                                          | Zivilist                                              | 1      | 0         |             |
| 20. Dez. 2014  | New York       | Anschlag in New York City | Ismaaiyl Brinsley                            |                                    | Schusswaffe                                     | Polizisten                                            | 2      | 0         |             |

## 2015
| Datum / Beginn | Bundesstaat    | Anschlag                     | Täter                                          | Politische Ausrichtung           | Mittel                        | Ziel                                                            | Tote    | Verletzte | Hintergrund |
| -------------- | -------------- | ---------------------------- | ---------------------------------------------- | -------------------------------- | ----------------------------- | --------------------------------------------------------------- | ------- | --------- | ----------- |
| 10. Feb. 2015  | North Carolina | Anschlag in Chapel Hill      | Craig Stephen Hicks                            | islamfeindlich                   | Pistole                       | Muslimische Zivilisten                                          | 3       | 0         |             |
| 3. Mai 2015    | Texas          | Anschlag in Garland          | Elton Simpson, Nadir Soofi                     | islamistisch                     | Schusswaffen                  | Kunstausstellung                                                | 0 (+2)  | 1         |             |
| 17. Juni 2015  | South Carolina | Anschlag in Charleston       | Dylann Storm Roof                              | rechtsextremistisch, rassistisch | Pistole                       | Kirche                                                          | 9       | 1         |             |
| 16. Juli 2015  | Tennessee      | Anschlag in Chattanooga      | Muhammad Youssef Abdulazeez                    | islamistisch                     | Schusswaffen                  | Militärrekrutierungszentrum, United-States-Navy-Reserve-Gebäude | 5 (+1)  | 2         |             |
| 23. Juli 2015  | Louisiana      | Anschlag in Lafayette        | John Russell Houser (Rechtsextremist)          | rechtsextremistisch, rassistisch | Pistole                       | Kino                                                            | 2 (+1)  | 9         |             |
| 4. Nov. 2015   | Kalifornien    | Anschlag in Merced           | Faisal Mohammad                                | islamistisch                     | Messer                        | Universität, Studenten                                          | 0 (+1)  | 4         |             |
| 6. Nov. 2015   | Kalifornien    | Anschlag in Inglewood        | KC Tard Jr.                                    | rassistisch, sikhfeindlich       | körperliche Gewalt            | Sikh-Zivilist                                                   | 0       | 1         |             |
| 23. Nov. 2015  | Minnesota      | Anschlag in Minneapolis      | White Supremacists, Sovereign Citizen Movement | rechtsextremistisch              | Pistolen                      | Black-Lives-Matter-Kundgebung                                   | 0       | 5         |             |
| 27. Nov. 2015  | Colorado       | Anschlag in Colorado Springs | Robert Lewis Dear Jr.                          | christlich-fundamentalistisch    | Sturmgewehr                   | Planned-Parenthood-Klinik                                       | 3       | 9         |             |
| 2. Dez. 2015   | Kalifornien    | Anschlag in San Bernardino   | Syed Rizwan Farook, Tashfeen Malik             | islamistisch                     | Gewehre, Pistolen, Rohrbomben | Behinderteneinrichtung, Veranstaltung                           | 14 (+2) | 24        |             |
| 5. Dez. 2015   | New York       | Anschlag in New York City    | Piro Kolvani                                   | islamfeindlich                   | körperliche Gewalt            | Muslimischer Zivilist                                           | 0       | 1         |             |

## 2016
| Datum / Beginn | Bundesstaat  | Anschlag                                               | Täter                                                                                     | Politische Ausrichtung           | Mittel               | Ziel                             | Tote    | Verletzte | Hintergrund |
| -------------- | ------------ | ------------------------------------------------------ | ----------------------------------------------------------------------------------------- | -------------------------------- | -------------------- | -------------------------------- | ------- | --------- | ----------- |
| 7. Jan. 2016   | Pennsylvania | Anschlag in Philadelphia                               | Edward Archer                                                                             | islamistisch                     | Pistole              | Polizistin                       | 0       | 1 (+1)    |             |
| 15. Jan. 2016  | New York     | Anschlag in New York City                              |                                                                                           | islamfeindlich                   | Körperliche Gewalt   | Muslimischer Zivilist            | 0       | 1         |             |
| 11. Feb. 2016  | Ohio         | Anschlag in Columbus                                   | Mohamed Barry                                                                             | islamistisch                     | Machete              | Restaurant                       | 0 (+1)  | 4         |             |
| 18. Feb. 2016  | Tennessee    | Anschlag in Nashville                                  | Dana Ericson (White Supremacist)                                                          | rechtsextremistisch, rassistisch | Beil                 | Chinesischer Zivilist            | 0       | 1         |             |
| 28. Feb. 2016  | Kalifornien  | Anschlag in Los Angeles County                         | Ian Justine Plankey, Richard Lawrence Daulton, Kevin Matthew Stewart (White Supremacists) | rechtsextremistisch, rassistisch | Messer               | Hispano-Zivilisten               | 0       | 3         |             |
| 12. Juni 2016  | Florida      | Massaker in Orlando                                    | Omar Mir Seddique Mateen                                                                  | islamistisch, homophob           | Sturmgewehr, Pistole | Nachtclub, Zivilisten            | 49 (+1) | 53        |             |
| 7. Juli 2016   | Texas        | Anschlag in Dallas                                     | Micah Xavier Johnson                                                                      | rassistisch                      | Schusswaffen         | Polizisten                       | 5 (+1)  | 9         |             |
| 7. Juli 2016   | Tennessee    | Anschlag in Bristol                                    | Lakeem Keon Scott                                                                         |                                  | Schusswaffen         | Polizisten, Zivilisten           | 1       | 3 (+1)    |             |
| 17. Juli 2016  | Louisiana    | Anschlag in Baton Rouge                                | Gavin Long                                                                                |                                  | Gewehr, Pistole      | Polizisten                       | 3 (+1)  | 3         |             |
| 20. Aug. 2016  | Virginia     | Anschlag in Roanoke                                    | Wasil Farooqui                                                                            |                                  | Messer               | Zivilisten                       | 0       | 2 (+1)    |             |
| 16. Sep. 2016  | Pennsylvania | Anschlag in Philadelphia                               | Nicholas Glenn                                                                            |                                  | Schusswaffe          | Polizisten, Zivilisten           | 1 (+1)  | 5         |             |
| 17. Sep. 2016  | New York     | Anschläge in New York und New Jersey im September 2016 | Ahmad Khan Rahami                                                                         | islamistisch                     | 3 Rohrbomben         | Zivilisten, Wohltätigkeitsrennen | 0       | 29        |             |
| 17. Sep. 2016  | Minnesota    | Anschlag in St. Cloud                                  | Dahir Ahmed Adan                                                                          | islamistisch                     | Messer               | Einkaufszentrum                  | 0 (+1)  | 10        |             |
| 28. Nov. 2016  | Ohio         | Anschlag in Columbus                                   | Abdul Razak Ali Artan                                                                     | islamistisch                     | Fahrzeug, Messer     | Universität, Studenten           | 0 (+1)  | 11        |             |

## 2017
| Datum / Beginn | Bundesstaat  | Anschlag                    | Täter                                                                | Politische Ausrichtung                          | Mittel                          | Ziel                                                   | Tote    | Verletzte | Hintergrund |
| -------------- | ------------ | --------------------------- | -------------------------------------------------------------------- | ----------------------------------------------- | ------------------------------- | ------------------------------------------------------ | ------- | --------- | ----------- |
| 2. Jan. 2017   | Illinois     | Anschlag in Chicago         | Jordan Hill, Brittany Covington, Tesfaye Cooper, Tanisha Covington   |                                                 | Stichwaffe, Körperliche Gewalt  | Zivilist                                               | 0       | 1         |             |
| 6. Jan. 2017   | Texas        | Anschlag in Fort Lauderdale | Esteban Santiago                                                     | islamistisch                                    | Pistole                         | Flughafen                                              | 5       | 6         |             |
| 20. Jan. 2017  | Missouri     | Anschlag in Kansas City     |                                                                      | homophob                                        | Schusswaffe, Körperliche Gewalt | Zivilist                                               | 0       | 1         |             |
| 31. Jan. 2017  | Colorado     | Anschlag in Denver          | Joshua Cummings                                                      | islamistisch                                    | Schusswaffe                     | Sicherheitsbeamter                                     | 1       | 0         |             |
| 22. Feb. 2017  | Kansas       | Anschlag in Olathe          | Adam W. Purinton                                                     | rassistisch, rechtsextremistisch                | Schusswaffe                     | Indische Zivilisten                                    | 1       | 2         |             |
| 3. März 2017   | Washington   | Anschlag in Kent            |                                                                      |                                                 | Schusswaffe(n)                  | Sikh-Zivilist                                          | 0       | 1         |             |
| 20. März 2017  | New York     | Anschlag in New York City   | James Harris Jackson (Rechtsextremist)                               | rassistisch, rechtsextremistisch                | Schwert                         | Afro-Amerikanischer Zivilist                           | 1       | 0         |             |
| 13. Apr. 2017  | Kalifornien  | Anschlag in Fresno          | Kori Ali Muhammad                                                    | rassistisch                                     | Schusswaffe(n)                  | Sicherheitsbeamter                                     | 1       | 0         |             |
| 18. Apr. 2017  | Kalifornien  | Anschlag in Fresno          | Kori Ali Muhammad                                                    | rassistisch                                     | Schusswaffe(n)                  | Weiße Zivilisten                                       | 3       | 0         |             |
| 28. Apr. 2017  | Kentucky     | Anschlag in Lexington       | Mitchell Adkins (Rechtsextremist)                                    | rechtsextremistisch                             | Machete, Messer                 | Demokratische Parteimitglieder                         | 0       | 3         |             |
| 19. Mai 2017   | Florida      | Anschlag in Tampa           | Devon Arthurs                                                        |                                                 | Gewehr                          | Zivilisten                                             | 2       | 0         |             |
| 20. Mai 2017   | Maryland     | Anschlag in College Park    | Sean Urbanski                                                        |                                                 | Stichwaffe                      | Afro-Amerikanischer Student                            | 1       | 0         |             |
| 26. Mai 2017   | Oregon       | Anschlag in Portland        | Jeremy Joseph Christian                                              | rechtsextremistisch, islamfeindlich             | Messer                          | Zivilisten                                             | 2       | 1         |             |
| 30. Mai 2017   | New York     | Anschlag in New York City   |                                                                      | homophob                                        | Regenschirm                     | Zivilistin                                             | 0       | 1         |             |
| 30. Mai 2017   | New York     | Anschlag in New York City   |                                                                      | islamfeindlich                                  | Luftgewehr                      | Moschee                                                | 0       | 1         |             |
| 21. Juni 2017  | Michigan     | Anschlag in Flint           | Amor Ftouhi                                                          | islamistisch                                    | Messer                          | Polizist                                               | 0       | 1         |             |
| 5. Juli 2017   | New York     | Anschlag in der Bronx       | Alexander Bonds                                                      |                                                 | Revolver                        | Polizist                                               | 1 (+1)  | 1         |             |
| 4. Aug. 2017   | Virginia     | Anschlag in Charlottesville |                                                                      |                                                 | Gift                            | US-Finanzbeamte                                        | 0       | 10        |             |
| 5. Aug. 2017   | Minnesota    | Anschlag in Bloomington     | White Rabbit Three Percent Illinois Patriot Freedom Fighters Militia | rechtsextremistisch                             | Sprengsatz                      | Moschee                                                | 0       | 0         |             |
| 12. Aug. 2017  | Virginia     | Anschlag in Charlottesville | James Alex Fields Jr.                                                | rechtsextremistisch, rassistisch, neonazistisch | Pkw                             | Gegendemonstranten der „Unite-the-Right“-Demonstration | 1       | 28        |             |
| 11. Sep. 2017  | Louisiana    | Anschlag in Baton Rouge     | Kenneth James Gleason                                                | rassistisch                                     | Schusswaffe                     | Anwesen, Schwarze Zivilisten                           | 0       | 0         |             |
| 12. Sep. 2017  | Louisiana    | Anschlag in Baton Rouge     | Kenneth James Gleason                                                | rassistisch                                     | Schusswaffe                     | Schwarzer Zivilist                                     | 1       | 0         |             |
| 14. Sep. 2017  | Louisiana    | Anschlag in Baton Rouge     | Kenneth James Gleason                                                | rassistisch                                     | Schusswaffe                     | Schwarzer Zivilist                                     | 1       | 0         |             |
| 24. Sep. 2017  | Tennessee    | Anschlag in Tennessee       | Emanuel Kidega Samson                                                |                                                 | Pistole                         | Kirche                                                 | 1       | 8         |             |
| 1. Okt. 2017   | Nevada       | Massenmord in Las Vegas     | Stephen Paddock                                                      |                                                 | Halbautomatische Gewehre        | Musikfestival                                          | 58 (+1) | 851       |             |
| 8. Okt. 2017   | Washington   | Anschlag in Spokane         | Jason Edward Cooper, Donald Lucas Prichard                           | rassistisch                                     | Pistole                         | Schwarzer Zivilist                                     | 0       | 1         |             |
| 31. Okt. 2017  | New York     | Anschlag in New York City   | Sayfullo Habibullaevic Saipov                                        | islamistisch                                    | Kleintransporter                | Zivilisten, Schulbus                                   | 8       | 11 (+1)   |             |
| 7. Dez. 2017   | New Mexico   | Anschlag in Aztec           | William Atchison                                                     | rassistisch, frauenfeindlich                    | Pistole                         | Schule                                                 | 2 (+1)  | 0         |             |
| 11. Dez. 2017  | New York     | Anschlag in New York City   | Akayed Ullah                                                         |                                                 | Selbstmordattentäter            | Port Authority Bus Terminal                            | 0       | 3 (+1)    |             |
| 22. Dez. 2017  | Pennsylvania | Anschlag in Harrisburg      | Ahmed Aminamin El-Mofty                                              |                                                 | Schusswaffen                    | Polizeifahrzeuge                                       | 0 (+1)  | 1         |             |

## 2018
| Datum / Beginn | Bundesstaat  | Anschlag                   | Täter                             | Politische Ausrichtung                                                                                | Mittel                   | Ziel                          | Tote | Verletzte | Hintergrund |
| -------------- | ------------ | -------------------------- | --------------------------------- | --- | ------------------------ | ----------------------------- | ---- | --------- | ----------- |
| 10. Jan. 2018  | Kalifornien  | Anschlag in Orange County  | Atomwaffen Division               | rechtsextremistisch, neonazistisch, neofaschistisch, antisemitisch, homophob, islamophob, rassistisch | Stichwaffe               | Jüdischer Student             | 1    | 0         |             |
| 14. Feb. 2018  | Florida      | Schulmassaker von Parkland | Nikolas Cruz                      | neonazistisch, antisemitisch, homophob, rassistisch                                                   | halbautomatisches Gewehr | Stoneman Douglas High School  | 17   | 17        |             |
| 18. Mai 2018   | Texas        | Schulmassaker in Santa Fe  | Dimitrios Pagourtzis              | neonazistisch                                                                                         | Handfeuerwaffe           | Santa Fe High School          | 10+  | 13+ (+1)  |             |
| 24. Okt. 2018  | Kentucky     | Anschlag in Kentucky       | Gregory Bush (White Supremacist)  | rechtsextremistisch                                                                                   | Schusswaffe              | Afro-Amerikaner in Supermarkt | 2    | 0         |             |
| 27. Okt. 2018  | Pennsylvania | Anschlag in Pittsburgh     | Robert Bowers (White Supremacist) | rechtsextremistisch, antisemitisch                                                                    | Schusswaffen             | Synagoge, jüdische Zivilisten | 11   | 6 (+1)    |             |

## 2019
| Datum / Beginn | Bundesstaat | Anschlag                    | Täter                                                            | Politische Ausrichtung                       | Mittel                   | Ziel                               | Tote   | Verletzte | Hintergrund |
| -------------- | ----------- | --------------------------- | ---------------------------------------------------------------- | -------------------------------------------- | ------------------------ | ---------------------------------- | ------ | --------- | ----------- |
| 7. Jan. 2019   | Arizona     | Anschlag in Fountain Hills  | Ismail Hamed                                                     | islamistisch                                 | Steine, Messer           | Polizeistation, Polizist           | 0      | 0 (+1)    |             |
| 24. März 2019  | Kalifornien | Anschlag in Escondido       |                                                                  | islamfeindlich                               | Brandstiftung            | Moschee                            | 0      | 0         |             |
| 2. Apr. 2019   | Louisiana   | Anschlag in Opelousas       | Holden Matthews                                                  |                                              | Brandstiftung            | Kirchen                            | 0      | 0         |             |
| 23. Apr. 2019  | Kalifornien | Anschlag in Sunnyvale       | Isaiah Joel Peoples                                              | islamophob                                   | Fahrzeug                 | Zivilisten                         | 0      | 8         |             |
| 27. Apr. 2019  | Kalifornien | Anschlag in Poway           | John T. Earnest (Rechtsextremist)                                | rechtsextremistisch, antisemitisch           | Schusswaffe(n)           | Synagoge                           | 1      | 3         |             |
| 28. Juli 2019  | Kalifornien | Anschlag in Gilroy          | Santino William Legan                                            |                                              | Schusswaffen             | Volksfest                          | 3 (+1) | 13        |             |
| 3. Aug. 2019   | Texas       | Anschlag in El Paso         | Patrick Wood Crusius (White Supremacist)                         | rechtsextremistisch, rassistisch             | Halbautomatisches Gewehr | Einkaufszentrum, Zivilisten        | 23     | 23        |             |
| 6. Dez. 2019   | Florida     | Anschlag in Pensacola       | Mohamed Saeed Alshamrani (al-Qaida auf der Arabischen Halbinsel) | salafistisch, antizionistisch, antisemitisch | Pistole                  | Marinestützpunkt                   | 3 (+1) | 8         |             |
| 10. Dez. 2019  | New Jersey  | Anschlag in Jersey City     | David N. Anderson, Francine Graham                               | antisemitisch, polizeifeindlich              | Schusswaffen, Rohrbombe  | Koscheres Lebensmittelgeschäft     | 4 (+2) | 3         |             |
| 28. Dez. 2019  | New York    | Anschlag in Rockland County | Grafton E. Thomas                                                | antisemitisch                                | Messer                   | Chanukkafeier, Jüdische Zivilisten | 1      | 4         |             |

## 2020
| Datum / Beginn | Bundesstaat | Anschlag          | Täter             | Politische Ausrichtung | Mittel                   | Ziel                   | Tote   | Verletzte | Hintergrund |
| -------------- | ----------- | ----------------- | ----------------- | ---------------------- | ------------------------ | ---------------------- | ------ | --------- | ----------- |
| 20. Mai 2020   | Texas       | Corpus Christi    | Adam Alsalhi      | islamistisch           | Fahrzeug, Schusswaffe(n) | Marineflugplatz        | 0 (+1) | 1         |             |
| 29. Mai 2020   | Kalifornien | Oakland           | Boogaloo-Bewegung | rechtsextremistisch    | Sturmgewehr              | Polizisten in Fahrzeug | 1      | 1         |             |
| 6. Juni 2020   | Kalifornien | Santa Cruz County | Boogaloo-Bewegung | rechtsextremistisch    | Gewehr, Rohrbomben       | Polizisten             | 1      | 2 (+1)    |             |

## 2021
| Datum / Beginn | Bundesstaat   | Ort           | Anschlag | Täter                            | Politische Ausrichtung                                         | Mittel             | Ziel                      | Tote  | Verletzte | Hintergrund |
| -------------- | ------------- | ------------- | -------- | -------------------------------- | -------------------------------------------------------------- | ------------------ | ------------------------- | ----- | --------- | ----------- |
| 30. März 2021  | New York      | New York City | [ 165 ]  | Brandon Elliot                   | rassistisch                                                    | körperliche Gewalt | Philippinische Zivilistin | 0     | 1         |             |
| 26. Juni 2021  | Massachusetts | Winthrop      | [ 166 ]  | Nathan Allen (White Supremacist) | rechtsextremistisch, neonazistisch, rassistisch, antisemitisch |                    | Zivilisten                | 2(+1) | 0         |             |

## 2022
| Datum / Beginn | Bundesstaat | Ort              | Anschlag | Täter                                 | Politische Ausrichtung                       | Mittel                     | Ziel                                | Tote   | Verletzte | Hintergrund |
| -------------- | ----------- | ---------------- | -------- | ------------------------------------- | -------------------------------------------- | -------------------------- | ----------------------------------- | ------ | --------- | ----------- |
| 15. Jan. 2022  | Texas       | Colleyville      | [ 167 ]  | Malik Faisal Akram                    | islamistisch, antisemitisch                  | Schusswaffe                | Synagoge, jüdische Zivilisten       | 0 (+1) | 0         |             |
| 12. Apr. 2022  | New York    | New York City    | [ 168 ]  | Frank Robert James                    | rassistisch, schwarz-nationalistisch         | Schusswaffe, Rauchgranaten | U-Bahnzug                           | 0      | 29        |             |
| 14. Mai 2022   | New York    | Buffalo          | [ 169 ]  | Payton S. Gendron (White Supremacist) | rassistisch, rechtsextremistisch             | Schusswaffe                | Supermarkt, Zivilisten              | 10     | 3         |             |
| 27. Juli 2022  | Michigan    | Warren           | [ 170 ]  | White Supremacist                     | rechtsextremistisch, rassistisch             | Gewehr                     | Schwarzer Passant                   | 0      | 0         |             |
| 19. Nov. 2022  | Colorado    | Colorado Springs | [ 171 ]  | Anderson Lee Aldrich                  | rechtsextremistisch, neonazistisch, homophob | Schusswaffe                | Queere Diskothek Club Q, Zivilisten | 5      | 25        |             |

## 2023
| Datum / Beginn    | Bundesstaat | Ort          | Anschlag        | Täter                               | Politische Ausrichtung                          | Mittel                   | Ziel                                     | Tote   | Verletzte | Hintergrund |
| ----------------- | ----------- | ------------ | --------------- | ----------------------------------- | ----------------------------------------------- | ------------------------ | ---------------------------------------- | ------ | --------- | ----------- |
| 25. März 2023     | Ohio        | Chesterland  | [ 172 ]         |                                     | rechtsextremistisch, neonazistisch, rassistisch | Molotowcocktails         | Kirche                                   | 0      | 0         |             |
| 7. Mai 2023       | Texas       | Allen        | [ 173 ] [ 174 ] | Mauricio Garcia (White Supremacist) | rechtsextremistisch, neonazistisch, rassistisch | halbautomatisches Gewehr | Einkaufszentrum, Migrantische Zivilisten | 8 (+1) | 7         |             |
| 18. August 2023   | Kalifornien | Cedar Glen   | [ 175 ]         | Travis Kirby Ikeguchi               | rechtsextremistisch, queerfeindlich             | Handfeuerwaffe           | Ladenbesitzerin                          | 1 (+1) | 0         |             |
| 26. August 2023   | Florida     | Jacksonville | [ 176 ]         | Ryan Palmeter (White Supremacist)   | rechtsextremistisch, rassistisch                | halbautomatisches Gewehr | Migranten                                | 3 (+1) | 0         |             |
| 14. Oktober 2023  | Illinois    | Plainfield   | [ 177 ]         | Joseph Czuba                        | islamfeindlich, rassistisch                     | Messer                   | Muslime                                  | 1      | 1         |             |
| 20. November 2023 | Ohio        | Beavercreek  | [ 178 ] [ 179 ] | Charles Jones                       | rechtsextremistisch, rassistisch                |                          | Einkaufszentrum                          | 0 (+1) | 4         |             |

## 2024
| Datum / Beginn    | Bundesstaat | Ort           | Anschlag | Täter                  | Politische Ausrichtung      | Mittel                          | Ziel           | Tote | Verletzte | Hintergrund |
| ----------------- | ----------- | ------------- | -------- | ---------------------- | --------------------------- | ------------------------------- | -------------- | ---- | --------- | ----------- |
|                   | Illinois    | Chicago       | [ 180 ]  | Sidi Mohamed Abdallahi | islamistisch, antisemitisch | halbautomatische Handfeuerwaffe | jüdischer Mann | 0    | 1         |             |
| 04. Dezember 2024 | New York    | New York City | [ 181 ]  | Luigi M.               |                             | Schusswaffe                     | Brian Thompson | 1    | 0         |             |

## 2025
| Datum / Beginn  | Bundesstaat | Ort               | Anschlag                     | Täter    | Politische Ausrichtung                    | Mittel            | Ziel                  | Tote    | Verletzte | Hintergrund                        |
| --------------- | ----------- | ----------------- | ---------------------------- | -------- | ----------------------------------------- | ----------------- | --------------------- | ------- | --------- | ---------------------------------- |
| 01. Januar 2025 | Louisiana   | New Orleans       | Anschlag in New Orleans 2025 | IS       | islamistisch (salafistisch, wahhabitisch) | Auto, Schusswaffe | Zivilisten            | 15 (+1) | 35+       |                                    |
| 21. Mai 2025    | -           | Washington, D. C. | [ 186 ] [ 187 ]              | Elias R. | pro-palästinensisch                       | Schusswaffe       | Botschaftsmitarbeiter | 2       |           | Krieg in Israel und Gaza seit 2023 |